# Бендарґово (Хощенський повіт)
Бендарґово (пол. Będargowo) — село в Польщі, у гміні Пелчиці Хощенського повіту Західнопоморського воєводства.
Населення — 412 осіб (2011).
У 1975-1998 роках село належало до Гожовського воєводства.

## Демографія
Демографічна структура станом на 31 березня 2011 року:
|          | Загалом | Допрацездатний вік | Працездатний вік | Постпрацездатний вік |
| -------- | ------- | ------------------ | ---------------- | -------------------- |
| Чоловіки | 218     | 43                 | 149              | 26                   |
| Жінки    | 194     | 36                 | 112              | 46                   |
| Разом    | 412     | 79                 | 261              | 72                   |